# SMS Enns
Le SMS Enns était un monitor de classe Enns construit par l'Autriche-Hongrie à partir de 1913.

## Historique
Il est utilisé pour les missions de marine fluviale sur le Danube par l'Autriche-Hongrie durant la Première Guerre mondiale.  En 1920, il reprend du service dans la marine du nouvellement créé Royaume de Yougoslavie. 
Durant l'invasion de la Yougoslavie, le 12 avril 1941, il est coulé dans le fleuve par une escadrille de douze bombardiers en piqué Stuka. 54 membres d'équipage sont tués, 13 survécurent et déclarèrent avoir abattu trois avions allemands.